# Keratokonus
Keratokonus (Grčki: kerato-rog, rožnica; conos-konus, stožac) degenerativno je oboljenje oka kod kojeg se u rožnici događaju strukturne promjene; te promjene uzrokuju stanjenje rožnice i postupnu promjenu njene zakrivljenosti u konusan oblik.  
Keratokonus može uzrokovati znatno izobličenje vida, pojavu multiplih slika, linija te osjetljivost na svjetlost. Često se dijagnosticira kod pacijenata u doba adolescencije, a dostiže najteži stupanj u njihovim dvadesetima i tridesetima. Ako bolest zahvati oba oka, oštećenje vida može biti toliko da pacijent nije sposoban voziti kola ili čitati normalan tekst. U većini slučajeva su korektivne leće korisne toliko da pacijent može normalno upravljati vozilom i baviti se sličnim normalnim dnevnim aktivnostima. Dalja progresija bolesti može zahtijevati kirurški tretman uključujući implantaciju intrakornealnog prstenja ili transplantaciju korneae. Dakako, i usprkos nepredvidljivom tijeku ove bolesti, keratokonus se često može uspješno liječiti a da pacijentova kvaliteta života ne bude znatno narušena.
Keratokonus je najčešća distrofija rožnice, a pogađa oko jednu osobu na tisuću stanovnika. Pojavljuje se kod svih populacija širom svijeta, iako se javlja češće kod nekih etničkih skupina.
Točan uzrok keratokonusa je još uvijek nepoznat ali se smatra da je povezan s lošom enzimskom aktivnošću unutar rožnice. Utvrđena je i genetska predispozicija s obzirom na to da se češće javlja u obiteljima u kojima je već dijagnosticiran keratokonus. Progresija keratokonusa je brža kod pacijenata s Downovim sindromom.

## Simptomatologija
Pacijenti s ranim stadijem keratokonusa najčešće opaze manja zamaglenja vida i traže od liječnika da im propišu dioptrijske naočale za čitanje ili vožnju. U ranom stadiju simptomi ne moraju biti nimalo drugačiji od simptoma bilo kojeg refraktivnog poremećaja oka. Kako bolest progredira tako se i vid pogoršava, nekada i jako brzo. Vidna oštrina slabi na svim udaljenostima i noćni vid je često jako loš. Kod nekih pacijenata vid na jedno oko je mnogo lošiji nego na drugo. Ovo oboljenje je često bilateralno ali i asimetrično kod mnogih pacijenata. Neki razviju fotofobiju, naprezanje oka prilikom škiljenja u pokušajima čitanja, peckanje u oku, dok je bol često neznatna. Klasičan simptom jest percepcija multiplih “duhova” slika, što je poznato kao monokularna poliopia. Ovaj fenomen se najbolje opaža kod promatranja jakog kontrastnog polja, kao npr. svijetla točka na tamnoj podlozi. Tako da umjesto da vidi samo jednu svjetleću točku, osoba s keratokonusom vidi mnogo slika jedne točke rasutih kaotično.
Projekcija multiplih slika se vremenom mijenja dobivajući nove forme. Pacijenti često opažaju bljesak u oku kada gledaju neki izvor svjetlosti. Poneki čak opažaju relativno pomicanje slika jedna drugoj koje se poklapaju s njihovim otkucajima srca.  

## Dijagnostika
Prije bilo kakvog pregleda pacijenta instrumentima, dijagnoza keratokonusa počinje s procjenom oftalmologa ili optometričara baziranoj na medicinskoj povijesti, glavnim tegobama i vizualnim smetnjama koje navodi pacijent, obiteljskom hereditetu, te postojanju podataka o ranijoj povredi ili oboljenju oka.
U dijagnostici se koriste Snellenove tablice za ispitivanje vidne oštrine. Dalje se ispituje zakrivljenost rožnice pomoću manualnog keratometra, a ako se otkrije astigmatizam prilikom pregleda, trebalo bi posumnjati na prisustvo keratokonusa. Ozbiljniji slučajevi mogu nadmašiti mjerne mogućnosti aparata. Za dalje procjene se koristi retinoskopija, kod koje se svjetlosni snop fokusira na retinu, a refleks svjetlosti se promatra dok osoba koja vrši ispitivanje naginje izvor svjetlosti naprijed-nazad. Keratokonus je jedno od oftalmoloških stanja kod kojeg se prikazuje refleks škara i to tako da se vide dvije trake koje se pomiču jedna k drugoj i jedna od druge kao oštrice škara.
Ako se sumnja na keratokonus liječnik će u daljnoj dijagnostici pregledati rožnicu koristeći slit lampu. Uznapredovali stadij se jasno može vidjeti i pomaže da se keratokonus nedvosmisleno dijagnosticira bez dodatnih testova. Preciznijim pregledom u epitelu oko same baze konusa zauzimajući polovicu keratokoničnog oka, vidljiv je žutosmeđi do zelenkast prsten, poznat kao Fleischerov prsten. On je proizvod nakupljanja oksida željeza hemosiderina unutar epitela rožnice i najbolje se vidi s kobaltnoplavim filterom. Slično se kod 50% pacijenata mogu vidjeti fine paralelne linije koje se nazivaju Vogtove strije. Ove strije mogu privremeno nestanti kada se pritisne očna jabučica. Jako izražen konus može dovesti do uvlačenja donjeg očnog kapka u obliku slova V dok pacijent gleda prema dolje. Ovaj fenomen je poznat kao Munsonov znak. Drugi klinički znakovi se pokazuju mnogo prije Munsonovog znaka, tako da se dokazivanje Munsonovog znaka ne treba smatrati primarnim dijagnostičkim parametrom. Ručni keratoskop (Placidov disk) omogućava neinvazivnu metodu vizualizacije površine rožnice, projicirajući seriju koncentričnih krugova na rožnicu. Definitivna dijagnoza se postiže kornealnom topografijom kod koje kompjuterizirani uređaj projicira grafički uzorak na rožnicu, te analizom digitalne slike "kartografira" površinu rožnice. Topografska mapa prikazuje bilo kakvo izobličenje oblika rožnice, a posebno keratokonično povećanje stupnja zakrivljenosti. Snima se stupanj i veličina deformacije što nam služi kao referentna točka za ocjenu progresije bolesti. Ovo je od velike važnosti za otkrivanje bolesti u ranim fazama kada se drugi simptomi još nisu pojavili.
Kada se dokaže prisustvo keratokonusa, stupanj zakrivljenosti može se razvrstati prema nekoliko standarda mjerenja:
- prema zakrivljenosti najvećeg nagiba rožnice od blagog (< 45 D), srednjeg (do 52 D) ili teškog oblika (> 52 D)
- prema izgledu konusa: bradavičasti (mali: 5 mm i bliže središtu), ovalan (veći, ispod središta) ili globusni (više od 75% rožnice zahvaćeno)
- prema debljini rožnice: od blago zadebljane (>506 µm) do izrazito zadebljane (<446 µm)

Povećanje korištenja kornealne topografije dovelo je do smanjenja korištenja ovih mjernih oznaka.

## Uzrok
Usprkos brojnim istraživanjima uzrok keratokonusa još uvijek je misterij. Brojni izvori navode da je keratokonus multifaktorijalnog porijekla: genetskog, staničnog, ekološkog (vanjski faktori), ili pak bilo koji faktor koji može biti okidač za pojavu keratokonusa.
Smatra se da postoji genetska predispozicija pojave keratokonusa s obzirom na to da se bolest javlja češće u nekim obiteljima i da je uočena pojava suglasnosti kod identičnih blizanaca. Uočena je i veća incidenca pojave keratokonusa u određenim obiteljima (6% - 19%) nego u općoj populaciji. Još nije utvrđeno da li određen gen ima ulogu u nastanku keratokonusa ali su neke velike studije pokazale da bi to mogli biti kromosomi 16 i 20 i to njihovi dugi q kraci. Genetičari se slažu da bi model prenosa gena mogao biti autosomalo-recesivni. Također, keratokonus je češće dijagnosticiran kod ljudi oboljelih od Downovog sindroma iako se još uvijek ne zna razlog za to. Keratokonus je često asociran kod pojedinih osoba s atopijskim oboljenjima kao što su astma, alergije i ekcem, a također se kod nekih osoba koje imaju keratokonus mogu javiti sve ove atopijske bolesti. Brojne studije su dokazale da snažno trljanje oka dovodi do progresije keratokonusa i nastoji se takve pacijente odviknuti od te prakse. 

## Patofiziologija
Jednom kada bolest počne, nastavlja se progresivno, otapanjem Bowmanove membrane, koja normalno leži između kornealne strome i epitela. Kada ta dva sloja dođu u kontakt, dolazi do strukturnih i staničnih promjena koje imaju štetan efekt na integritet rožnice i dovode do ispupčenja i istanjenja rožnice. Individualno se kod nekih keratokonusa mogu naći područja degenerativnog tanjenja s područjima regeneracije.
Izobličenje vida koje pacijenti doživljavaju dolazi od dva uzroka, prvog koji potječe od deformacije površine rožnice; i drugog od ožiljavanja koje se javlja na najizloženijim mjestima. Ovi faktori djeluju tako što stvaraju sliku koja pada na različite lokacije na retini i dovodi do simptoma monokularne poliopije. Ovaj simptom se pogoršava u uslovima kada do oka dolazi manje svjetlosti pa usred dilatacije zjenice širi dio oštećene rožnice biva izložen. Iako se ožiljavanje rožnice smatra jednim od glavnih aspekata njene degradacije, ipak su najnovije velike multi-centrične studije pokazale da bi abrazija rožnice usred trenja kontaktnih leća mogla biti ključni faktor. Mnogi pacijenti se žale i na kronično trljanje oka što ih navodi da bi to mogao biti uzrok keratokonusa ali to nije nikada uzrok nego faktor koji dovodi do brže progresije oboljenja.
Neke studije su pokazale da keratokonična rožnica pokazuje znakove povećane aktivnosti proteaza, klase enzima koja cijepa veze kolagena u stromi sa simultanom smanjenom ekspresijom inhibitora proteaza. Druge studije sugeriraju da bi smanjena aktivnost enzima aldehid-dehidrogenaze mogla biti odgovorna za stvaranje slobodnih radikala i oksidacijskim procesima u rožnici. Iako je keratokonus neinflamatorno oboljenje, jedna studija pokazuje da nošenje tvrdih leća kod pacijenata dovodi do pojačane ekspresije pro-inflamatornih citokina, kao što su: IL-6, TNF-alfa, ICAM-1 i VCAM-1, koji se dokazuju u suzama.

## Tretman

### Kontaktne leće
U ranim fazama keratokonusa, naočale ili meke leće mogu biti dovoljne za korekciju blagog astigmatizma. Kako bolest napreduje, one nisu dovoljne za korekciju vida i najčešće se pacijentima u tim slučajevima propisuju tvrde leće, poznate kao tvrde plinopropusne leće. Ove leće omogućavaju dobru korekciju vida, ali ne zaustavljaju daljnje napredovanje bolesti. Kod pacijenata s keratokonusom tvrde leće poboljšavaju vid time što suzna tekućina ispunjava uzak prostor između neravne površine rožnice i glatke unutarnje površine leće, što dovodi do "efekta izglađene leće". Do danas, razvijeno je mnogo vrsta kontaktnih leća za korekciju keratokonusa tako da se pacijenti, kada traže savjet i terapiju, mogu konzultirati i s oftalmolozima kao i s osobama specijaliziranim za leće. Nepravilna rožnica predstavlja izazov i proizvođači leća nastoje da izrade leće s optimalnim kontaktom, stabilnošću i zakrivljenošću.
Tradicionalne leće za keratokonus su "tvrde" ili čvrste gas-propustne varijante leća iako su stručnjaci proizveli "meke" ili hidrofilne te najnovije silikon-hidrogel leće. Meke leće imaju tendenciju da formiraju koničan oblik rožnice pa se na taj način njihov efekt smanjuje. Da bi se ovaj nedostatak mekih leća izbjegao, kreirane su nove hibridne leće koje su u središtu tvrde, a okružene su mekim rubom. Međutim, ni meke niti hibridne leće se nisu pokazale učinkovitim za sve pacijente.
Neki pacijenti pokazuju dobre rezultate i udobnost s "piggyback" kombinacijom leća gdje se tvrde leće nose preko mekih leća i obje osiguravaju korekciju vida. Jedna forma piggyback leća koristi uranjajući dio mekih leća da bolje prihvati tvrde leće. Korištenje piggyback leća zahtijeva iskustvo i stručnost liječnika koji ih prepisuju i toleranciju oka pacijenta.
Kod slučajeva uznapredovalog i izuzetno nepravilnog keratokonusa ponekad se propisuju skleralne leće; ove leće prekrivaju veću površinu oka i mogu osigurati bolju stabilnost. Leće veće veličine mogu za neke pacijente biti više neudobne, ali su lakše za rukovanje, pogotovo kod pacijenata koji imaju smanjenu vještinu rukovanja predmetima kao što su stariji pacijenti.

### Kirurške opcije

#### Transplantacijarožnice
Između 10 i 25% slučajeva keratokonusa će progredirati u stadij u kojem korekcija vida više nije moguća, gdje su istanjenje i ožiljavanje rožnice postali preveliki i u tim slučajevima transplantacija rožnice ili penetrirajuća keratoplastika postaju neophodni. Keratokonus je najčešća indikacija za penetrirajuću keratoplastiku i generalno tu proceduru zahtijeva četvrtina slučajeva keratokonusa.  
Kirurg koji izvodi transplantaciju rožnice trepanom isijeca patološki dio tkiva rožnice i onda presađuje odgovarajući dio tkiva rožnice donora na postojeće tkivo rožnice primatelja, obično koristeći kombinaciju pojedinačnih i veznih šavova. S obzirom na to da rožnica nema direktnu obskrbu krvlju onda nije ni neophodno da se krvne grupe donora i primatelja podudaraju. Rožnice se u očnim bankama provjeravaju na bilo koju bolest ili staničnu nepravilnost. Rani oporavak traje od četiri do šest tjedana dok se potpuna stabilizacija vida postiže za godinu dana; većina transplantanata pokazuje stabilnost kroz dugi period života. Nacionalna Fondacija za Keratokonus izvještava da je perforativna keratoplastika najuspješnija od svih ostalih transplantacijskih procedura, a posebno ako se radi o transplantaciji zbog keratokonusa kod inače zdravog oka, uspjeh operacija dostiže broj od 95% i više. Šavovi se obično sami resorbiraju unutar perioda od tri do pet godina ali se i pored toga individualni šavovi mogu ukloniti tijekom procesa ozdravljenja ako izazivaju iritacije.  
U SAD-u, transplantacija rožnice kod keratokonusa se obično izvodi kao kirurški zahvat kod neležećih pacijenata koji se sediraju. U drugim zemljama, kao npr. Australiji i Velikoj Britaniji, operacija se obično izvodi pod općom anestezijom. Ipak sve procedure zahtijevaju praćenje postoperativnog tijeka od strane oftalmologa tijekom nekoliko godina. Najčešće nakon ove procedure vid se kod pacijenata znatno popravi, ako se ipak vid ne popravi znatnije, zaostatke pacijentovog lošeg vida je mnogo lakše korigirati korektivnim lećama. Komplikacije ovog zahvata su najčešće vezane za vaskularizaciju rožnice ili odbacivanje transplantanta. Gubitak vida je izuzetno rijedak, ali je moguća pojava slučaja slabe korekcije vida. Ako je odbacivanje izrazito, ponovljena operacija najčešće uspijeva. Normalno se keratokonus neće javiti kod transplantirane rožnice; ipak su opisani takvi slučajevi, a uzrok im je obično nedovoljna incizija bolesne rožnice kod primaoca ili nedovoljno kvalitetno tkivo rožnice davaoca. Izgledi za dugoročan uspjeh transplantacije su izvjesniji ako je početni period oporavka uspješno završen i nekoliko godina je prošlo bez pojave recidiva ili komplikacija.

#### Implantacija kornealnog stromalnog prstena
Najnovija alternativa transplantaciji rožnice jeste insercija intrastromalnog prstenastog segmenta rožnice. Procedura se odvija tako što se na perifernom dijelu rožnice načini mala incizija u koju se ubacuju dva tanka luka od polymetil metakrilata, oni se ubacuju između slojeva strome rožnice s obiju strana zjenice nakon čega se incizija zatvara. Ubačeni segmenti djeluju nasuprot zaobljenju rožnice, potiskujući kurvaturu i izravnavajući je pri čemu rožnica dobiva raniji prirodan oblik. S obzirom na to da se procedura izvodi na neležećim pacijentima u lokalnoj anesteziji, nudi prednosti kao što se reverzibilno stanje koje se može mijenjati jer isključuje odstranjenje tkiva oka.
Najpoznatiji intrastromalni prsten poznat je pod nazivom Intacs. Internacionalno su još dostupni Ferrara Rings. Intacs su patentirana tehnologija i smješteni su izvan optičke zone nasuprot manjim prizmatičnim Ferrara prstenima koji su smješteni unutar 5 mm optičke zone. Intacs su jedini kornealni implantanti koji su prošli kroz FDA fazu I, II i III kliničkih istraživanja i bili prvi odobreni od strane Food and Drug Admnistracije u USA 1999 za liječenje miopie; što se proširilo na terapiju keratokonusa u srpnju 2004.
Kliničke studije o efektu intrastromalnog prstena za keratokonus su u ranom stadiju, iako su dosadašnji rezultati bili ohrabrujući, ipak moraju tek da steknu šire simpatije i odobravanja u zajednici refraktarne kirurgije. Komplikacije ovog zahvata mogu biti u smislu penetracije u prednju komoru, postoperativna infekcija rožnice te migracija i ekstruzija segmenata. Iako ovi prsteni omogućavaju znatno popravljanje vida katkad su rezultati loši i vid se može pogoršati. Rane studije su preporučivale upotrebu oba segmenta za cjelokupno izravnavanje konusa rožnice. Tak najnovije studije objavljuju da se bolji rezultati mogu postići za konuse koji se više pomjereni k periferiji, koristeći jedan segment Intacs, ovo dovodi do zaravnuća na željenom donjem dijelu konusa i jačeg izdignuća u gornjem dijelu konusa.

### Spajanje kolagena rožnice riboflavinom
Tretman koji je razvijen na Tehnološkom Univerzitetu u Drezdenu, i koji je pokazao izuzetno dobar uspjeh naziva se Povezivanje kolagena rožnice s riboflavinom, ili CXL, CCR i CCL. Solucija riboflavina se samo jednom aplicira u oko i aktivira UV-A svjetlošću otprilike oko 30 minuta. Riboflavin stvara nove veze sa susjednim plažama kolagena u stromalnom sloju rožnice što dovodi do jačanja mehaničke sile same rožnice. Generalno se skida epitelni pokrov rožnice da bi riboflavin lakše penetrirao u stromu.
Klinička ispitivanja su u tijeku, ali ova metoda ima sve više pristalica unutar društva oftalmologa i pokazala je uspjeh u liječenju ranih stadija bolesti. Procedura sa skidanjem epitela je odobrena u cijeloj Europi, dok se u SAD-u počinje s kliničkim ispitivanjima. Prvi rezultati su obećavajući jer je jedna studija pokazala stabilizaciju kod svih tretiranih pacijenata i malo poboljšanje vidne oštrine kod većine pacijenata.
U nekim slučajevima ova metoda se može kombinirati s drugim terapijskim metodama kao npr. Insercijom prstenastog dijela rožnice. Korektivne leće mogu i dalje biti potrebne i nakon ovog tretmana, ali imaju važnu ulogu u prekidanju procesa pogoršanja vida i smanjuju postotak transplantacija rožnice.

### Radijalna keratotomija
Radijalna keratotomija je refrakcijska kirurška procedura kod koje kirurg izvodi incizije radijalnim rezom u rožnicu u cilju modifikacije njenog oblika. Ova ranija kirurška procedura za liječenje miopie, danas je većinom zamijenjena LASIK ili sličnim procedurama. LASIK po sebi sam je strogo kontraindiciran kod keratokonusa i drugih stanja gdje je došlo do tanjenja rožnice, jer bi dalje odstranjenje stromalnog tkiva rožnice još dodatno oštetilo rožnicu.
Iz sličnih razloga, radijalna keratotomija se ne koristi kod pacijenata s keratokonusom. Ipak jedna talijanska klinika je objavila uspješne rezultate s modificiranom asimetričnom keratotomijom, kod koje su rezovi bili izvođeni na jednom segment oka. Debljina rožnice se prvo izmjeri pahimetrom, nakon čega kirurg pravi rezove debljine 70-80% izmjerene debljine. Nakon operacije pacijent može osjetiti fotofobiju i fluktuacije vida. Ova operativna tehnika još uvijek mora da prođe kroz oficijelni eksperimentalni i probni period koji generalno zahtijeva Talijanski Nacionalni Zdravstveni Servis da bi se prihvatile nove kirurške tehnike prije nego što budu ponuđene pacijentima. 

### DALK transplantat
Jedan od načina smanjivanja rizika transplantacijskog odbacivanja jeste upotreba nove tehnike, zvane Duboka Prednja Lamelarna Keratoplastika, skraćenica DALK. Kod DALK graftova, samo vanjski epitel i stroma bivaju zamijenjeni, što omogućuje da se stražnji endotel zadrži i da se očuva dodatni strukturni integritet i čvrstoća. S obzirom na to da odbacivanje graftova počinje u endotelu, šansa za to je mnogo manja. Također je moguće da se transplantira donorovo tkivo koje je smrznuto i isušeno. Ova metoda osigurava da neće doći do odbacivanja, s obzirom na to da je tkivo mrtvo.
Neki kirurzi preferiraju da uklone donorov epitel, drugi da ga ostave. Odstranjivanje može dovesti do blagog poboljšanja vida ali u isto vrijeme i produženja vremena oporavka. 

### Epikeratofakija
Rijetko se kod slučajeva keratokonusa može izvoditi i nepenetrirajuća keratoplastična procedura poznata kao epikeratofakija (ili epikeratoplastika). Odstanjuje se epitel rožnice, a lentikul donorske rožnice presađuje na vrh. Ova procedura zahtijeva veći nivo stručnosti kirurga i izvodi se daleko rjeđe nego penetrirajuća keratoplastika jer je ishod često manje uspješan. Međutim, služi kao kirurška opcija kod mlađih pacijenata. 

## Prognoza
Pacijenti s keratokonusom se najprije pojavljuju s blagim astigmatizmom koji se najednom pojavio u pubertetu, keratokonus se dijagnosticira kod istih do kasnih tinejdžerskih godina ili ranih dvadesetih. U rijetkim slučajevima keratokonus se može pojaviti kod djece ili odraslih. Što se bolest ranije konstatira kod djece to su i veći izgledi da će poprimiti ozbiljniji i teži tijek. Vid pacijenata vremenom počinje da se mijenja, tako da i pacijenti mijenjaju dioptrijske leće, ali u većini slučajeva vremenom nošenje korektivnih leća postaje neophodno. Tijek bolesti može biti prilično varijabilan, tako što neki pacijenti ostaju stabilni godinama ili tijekom života, a drugima se vid brzo pogoršava ili doživljavaju povremene egzacerbacije tijekom inače mirnog razdoblja. Najčešće, keratokonus progredira kroz period od deset ili dvadeset godina nakon čega progresija bolesti prestaje.
Kod uznapredovalih slučajeva, ispupčenje rožnice može dovesti do pucanja Descemetove membrane. Aques humor (očna vodica) će tako iz prednje očne komore iscuriti u rožnicu prije nego Descemetova membrana zacijeli. Pacijent osjeća jaku bol i iznenadnu klaudikaciju vida, rožnica dobiva mliječno bijeli sjaj, što je poznato kao kornealni hidrops. Iako ovo stanje djeluje zbunjujuće za pacijenta, ovaj je efekt privremen i nakon šest do osam tjedana rožnica vrati svoju prvobitnu transparentnost. Oporavak može biti potpomognut nekirurškom metodom bandažiranja s osmolarnom fiziološkom otopinom. Iako hidrops obično dovodi do pojačanog ožiljavanja, katkad može i koristiti pacijentu smanjujući konus i pomažući da leće bolje prione na rožnicu. Ponekada, u ekstremnim slučajevima, rožnica se može toliko istanjiti da dođe do djelomičnih ruptura, što rezultira stvaranjem zrnastih oteknuća rožnice koja su ispunjena tekućinom. Kada se ovo dogodi potrebna je hitna transplantacija rožnice da bi se izbjegla potpuna ruptura i gubitak vida.

## Epidemiologija
Nacionalni Očni Institut izvještava da je keratokonus najčešće rožničko oboljenje u SAD-u, i da pogađa otprilike 1 na 2.000 Amerikanaca, dok neki izvještaji govore da je taj broj i veći i iznosi 1 na 500 stanovnika. Različitost ovih podataka je proizvod razlika u dijagnostici keratokonusa, gdje se teški astigmatizam može interpretirati kao keratokonus i obratno. Dugoročna studija je utvrdila da je incidence 2.0 nova slučaja na 100.000 stanovnika godišnje. Ova studija je ponajprija izvjestila u prilog podjednake zastupljenosti keratokonusa kod spolova i svih etničkih skupina, dok su neke nedavne studije pokazale da je incidence veća kod ženskog spola. Neke studije u Velikoj Britaniji su sugerirale da je azijska populacija 4.4 puta više ugrožena keratokonusom nego bjelačka populacija te da ovu populaciju keratokonus pogađa ranije.
Keratokonus je normalno bilateralan (zahvaća oba oka) iako je distorzija najčešće asimetrična i rijetko ista u obje rožnice. Unilateralni slučajevi su rijetki posebno ako je na drugom oku prisutan tek blagi stadij koji se klinički jedva otkriva. Najčešće se keratokonus otkriva na jednom oku te nakon toga i na drugom. Kako bolest progredira u oba oka, vid u prvom dijagnoziranom oku će biti slabiji nego na drugom koji je dijagnosticiran kasnije.

## Povijest
1748., u svojoj doktorskoj disertaciji, njemački okulist Burchard Mauchart je opisao jedan slučaj keratokonusa koji je nazvao staphiloma diaphanum. Međutim, tek je 1854. britanski liječnik John Nottingham jasno opisao keratokonus i odvojio ga od drugih stanja širenja rožnice. Nottinghem je opisao stadij ‘konične rožnice’ koja mu je privukla pažnju u to vrijeme, te je opisao nekoliko klasičnih oblika bolesti, uključujući polyopiju, slabljenje rožnice i teškoću prilagođavanja korektivnih leća pacijentovom vidu. 1859. britanski kirurg William Bowman je prvi koristio oftalmoskop (izumio ga je Hermann von Helmholtz) za dijagnostiku keratokonusa i opisao je kako usmjeriti oftalmoskop i njegovo ogledalo da bi se najbolje vidio konični oblik rožnice. Bowman je pokušao obnoviti i vid povlačeći iris s tankom kukom koju je prethodno ubacio kroz rožnicu i rastežući zjenicu vertikalnim rezovima. Objavio je da je doživio uspjeh s ovom tehnikom vrativši vid pacijentici od 18 godina koja prethodno nije mogla brojiti prste s distance od 8 inči (20 cm). Do 1869., kada je pionir, švicarski oftalmolog, Johann Horner napisao tezu pod naslovom Tretman keratokonusa, oboljenje je dobilo sadašnje ime.
Prvi tretman keratokonusa uveo je u to doba vodeći njemački oftalmolog Albrecht von Graefe kao fizički pokušaj preoblikovanja oblika rožnice kemijskom kauterizacijom sa srebro nitratom i miozom.
Godine 1888. liječenje keratokonusa postao je osnovna svrha korištenja novoizumljenih kontaktnih leća, koje je izumio Francuz Eugene Kalt. Leće su poboljšavale vid kompresijom rožnice prema svom normalnom prirodnom obliku. Od početka dvadesetog stoljeća, istraživanja keratokonusa su unaprijedila razumijevanje bolesti i povećala broj terapijskih opcija. Prva uspješna transplantacija rožnice za liječenje keratokonusa učinjena je 1936., a izveo ju je Ramon Castroviejo.

## Vanjske poveznice
- Collaborative Longitudinal Evaluation of Keratoconus (CLEK) Study  Arhivirana inačica izvorne stranice od 30. lipnja 2007. (Wayback Machine)
- Facts About the Cornea and Corneal Disease  Arhivirana inačica izvorne stranice od 27. ožujka 2005. (Wayback Machine) The National Eye Institute (NEI)
- The Global Keratoconus Foundation
- Keratoconus Australia
- National Keratoconus Foundation (US)
- Information  Arhivirana inačica izvorne stranice od 10. travnja 2009. (Wayback Machine) from Keratoconus Self Help and Support Group (UK)

|  | Molimo pročitajte upozorenje o korištenju medicinskih informacija. Ne provodite liječenje bez savjetovanja s liječnikom! |